# Szamiram
Szamiram – wieś w Armenii, w prowincji Aragacotn. W 2011 roku liczyła 1989 mieszkańców.